# Irina Chakraborty
Irina Chakraborty (em russo, Ирина Чакраборти, em bengalí, ইরিনা চক্রবর্তী) é uma cientista e engenheira ambiental russo-finlandesa da índia. Ademais, é professora universitária.

## Trajetória
Irina Chakraborty vive na cidade de Phnom Penh, capital do Camboja, desde 2011. Ela trabalha para a empresa Wetlands Work!, onde tem desenvolvido saneamentos flutuantes, que processam os excrementos e reduzem o número de patogênicos das águas do lago Tonle Sap (na região central de Camboja) até quase eliminar o risco da poluição para o banho. Este lugar é a maior reserva de água doce do Sudeste Asiático, onde vivem cerca de 100.000 pessoas, que constróem seus lares em estruturas flutuantes.

## Reconhecimentos
Em 2013, Irina foi indicada pela BBC como uma das 100 Mulheres mais inspiradoras do mundo, por seu trabalho com o desenvolvimento de saneamentos para as aldeias flutuantes.